# 阿城駅
阿城駅（あじょうえき）とは、中華人民共和国黒竜江省ハルビン市阿城区に位置する浜綏線の駅。

## 歴史
- 1903年　開業。

## 隣の駅
中華人民共和国鉄道部
浜綏線
舎利屯駅 - 阿城駅 - 亜溝駅
座標: 北緯45度32分58秒 東経126度59分23秒 / 北緯45.5495度 東経126.9896度